# Lyubomira Kazanova
Lyubomira Kazanova (bulgare : Любомира Казанова) est une gymnaste rythmique bulgare, née le 23 mai 1996 à Sofia (Bulgarie).

## Biographie
Lyubomira Kazanova obtient la médaille de bronze olympique au concours des ensembles aux Jeux olympiques d'été de 2016 à Rio de Janeiro, avec ses coéquipières Lyubomira Kazanova, Mihaela Maevska-Velichkova, Tsvetelina Naydenova, Reneta Kamberova. Après une septième place lors des qualifications, l'ensemble obtient un total de 35,766 points battues par la Russie et l'Espagne. C'est la plus jeune de l'équipe.